# Gollum
Vous lisez un « article de qualité » labellisé en 2011.
Pour les articles homonymes, voir Gollum (homonymie).
Ne doit pas être confondu avec Golem.
Gollum est un personnage fictif du légendaire créé par l’écrivain britannique J. R. R. Tolkien et qui apparaît dans ses romans Le Hobbit et Le Seigneur des anneaux. Connu sous le nom de Sméagol à l'origine, Gollum est un Hobbit de la branche des Forts, qui vivait aux Champs des flambes vers 2440 T. A.. En 2463 T. A., il s'empare de l'Anneau unique après avoir tué son ami qui vient de découvrir l'anneau dans le lit de l'Anduin. Chassé par sa famille, il se réfugie dans une caverne des Montagnes de Brume et prend le nom « Gollum » à cause de bruits de déglutition qu'il fait avec sa gorge. Grâce à l'Anneau unique, sa vie se voit allongée de plusieurs siècles mais il est obsédé par celui-ci au point d'en devenir l'esclave. En 2941 T. A, il croise la route de Bilbon Sacquet, qui vient de trouver l'Anneau unique que Gollum venait d'égarer. Il suit Bilbon vers l'est, jusqu'à Esgaroth puis poursuit sa route vers le sud jusqu'en Mordor. Capturé puis relâché par Sauron, il est pris par Aragorn qui le livre aux Elfes sylvains de la Forêt noire, auxquels il échappe. Il trouve refuge en Moria où il croise la route de la Communauté de l'Anneau qu'il suit jusqu'à Amon Hen. Il est capturé par Frodon et Sam dans l'Emyn Muil et, à partir de ce moment, leur sert de guide vers le Mordor. Grâce à son aide, Frodon et Sam parviennent jusqu'à la Montagne du Destin, où Gollum arrache alors l'anneau des mains de Frodon en lui tranchant l'annulaire, mais choit dans le cœur du volcan, permettant la destruction finale de l'Anneau.
Présenté comme un personnage sympathique dans la première édition du Hobbit, il acquiert sa profondeur et sa noirceur dans Le Seigneur des anneaux puis dans la révision du Hobbit qui s'ensuit. Personnage atypique, notamment par ses caractéristiques physiques, Gollum est souvent rapproché de monstres célèbres de la littérature, notamment de Grendel qui apparaît dans le texte Beowulf ou encore de Gagool dans Les Mines du roi Salomon par exemple. Son caractère ambivalent oscillant entre bien et mal est l'objet de nombreuses analyses et fait du personnage l'une des créatures les plus marquantes de l’œuvre de Tolkien. Il apparaît ainsi dans la plupart des adaptations filmées ou radiophoniques du Hobbit et du Seigneur des anneaux, ainsi que dans plusieurs jeux vidéo et a également laissé sa trace dans la littérature, les sciences ou encore les médias.

## Description

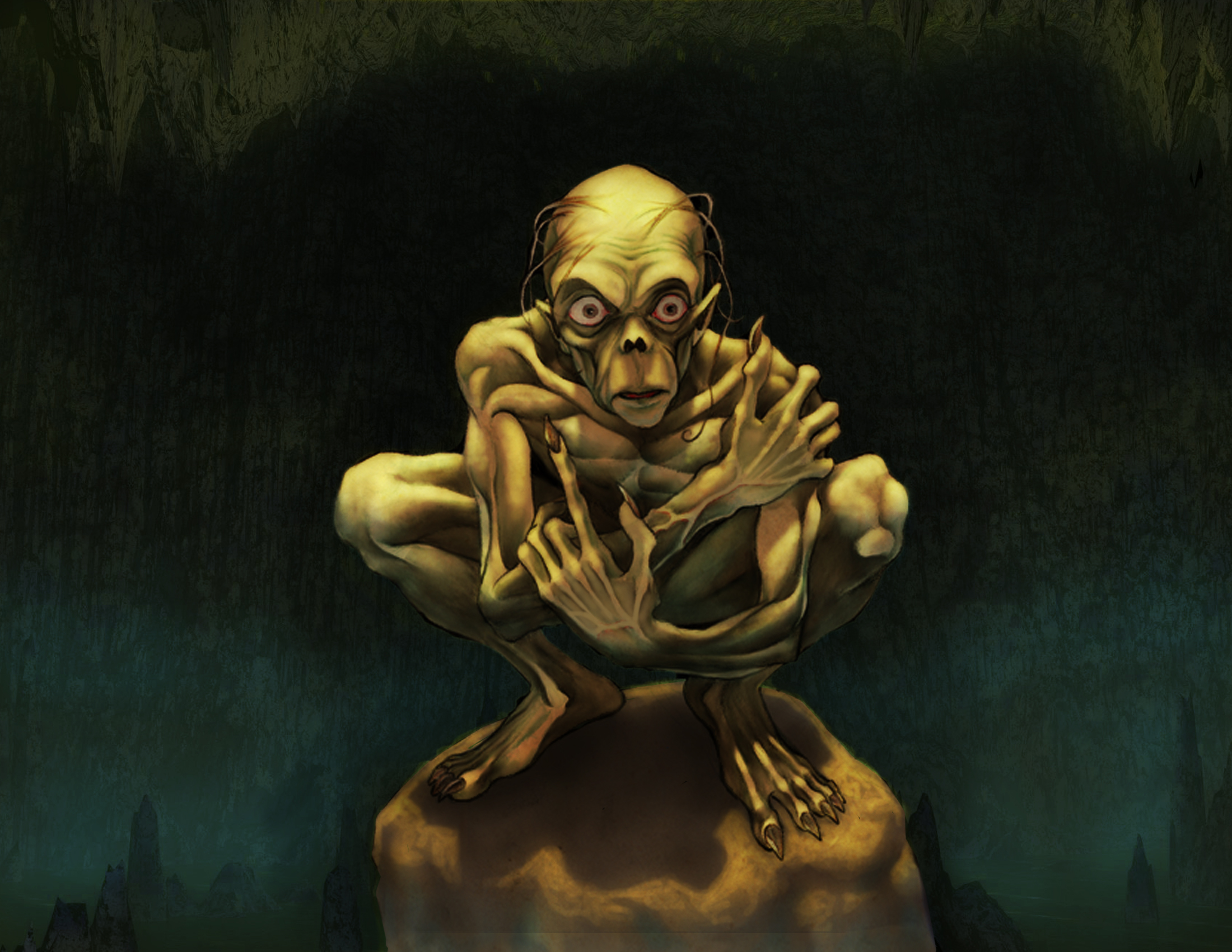
Gollum
(fan art de Daniel Govar).

L'apparence de Sméagol avant sa transformation en Gollum est inconnue. Cependant en tant que Hobbit apparenté à la branche des Fort il devait être large et trapu avec des mains et des pieds assez grands. Sous l'influence de l'anneau, Sméagol se métamorphose à la fois physiquement et psychologiquement pour devenir la créature Gollum.
Dans la première édition du Hobbit, Tolkien ne fait aucune référence à la taille de Gollum, ce qui entraîne plusieurs illustrateurs à le représenter comme étant particulièrement grand. Tolkien ayant réalisé l'omission, précise dans les éditions plus tardives qu'il était d'une taille moyenne de hobbit.
Tolkien décrit Gollum comme étant soit noir, soit blanc. Comme Frodon Sacquet et Sam, qui, avant de l'apprivoiser, le voient comme une « forme noire », un homme d'Ithilien le prend pour un écureuil noir sans queue. Dans un manuscrit rédigé pour guider les illustrateurs à dessiner ses personnages, Tolkien explique que Gollum a la peau pâle, mais porte des vêtements sombres et a souvent été vu dans la pénombre. Dans Le Hobbit, on apprend qu'il a des poches dans lesquelles il garde « des arêtes de poisson, des dents de gobelins, des coquilles mouillées, un morceau d’aile de chauve-souris, une pierre effilée pour aiguiser ses crocs, et d’autres vilaines choses ».
Gollum est décrit comme un personnage mince avec seulement six dents aiguës. Son odorat et son ouïe sont particulièrement développés, Frodon supposant même que son ouïe est aussi fine que celle des Elfes. Il a de grands pieds dont il se sert pour pagayer et diriger sa barque et de longs doigts gluants qu'il utilise pour saisir des poissons. Il est parfois comparé à une araignée. Ainsi lorsqu'il tombe d'une paroi de l'Emyn Muil, il enroule ses membres « comme une araignée dont le fil est soudainement rompu dans sa descente. ». Plus tard un Orque le décrit « un peu comme une araignée aussi, ou plutôt comme une grenouille affamée ».
Malgré son aspect maigre et décharné, Gollum possède une force hors du commun. Dans La Communauté de l'anneau, Aragorn déclare que « sa malice est grande et lui confère une force qu’on ne soupçonnerait guère chez un être aussi maigre et décharné ». Dans Les Deux Tours, la poigne de Gollum est décrite comme « douce mais terriblement forte » lorsqu'il se bat contre Sam.
Gollum parle d'une manière inhabituelle, s'adressant souvent à lui-même à la troisième personne, très rarement à la première et s'appelant lui-même ou son anneau « mon trésor » ou « mon précieux ». Il s'exprime souvent par sifflements, par exemple lorsqu'il prononce « trés-s-sor ». Un bon exemple de sa personnalité est donné dans le chapitre « L'apprivoisement de Sméagol » du Seigneur des anneaux :

« Il parlait avec moins de sifflements et de geignements et s’adressait directement à ses compagnons, non à sa propre personne, à son « trésor ». Il tressaillait et se dérobait à leur approche, ou au moindre mouvement brusque, et il évitait tout contact avec leurs capes elfiques ; mais il était amical, et plutôt pitoyable dans son désir de plaire. »

## Noms et étymologie
Le nom Sméagol est un dérivé du vieil anglais smygel « terrier, endroit dans lequel se glisser », dont Tolkien a également tiré smial, nom donné par les hobbits à leurs trous les plus luxueux. De manière plus distante, Sméagol est également lié au nom du dragon Smaug, qui correspond à une forme du verbe germanique smugan « se glisser dans un trou ». Le nom occidentalien authentique de Sméagol est Trahald, lié de la même façon au véritable nom de Smaug dans la langue de Dale, Tragû
Le nom Gollum semble également être dérivé d'une langue réelle, le vieux norrois, où l'on trouve les mots gull ou goll qui peuvent signifier « or, trésor, un objet précieux », mais également « anneau » comme dans le mot composé fingr-gull, « finger-ring » (« bague » en français).

## Histoire interne

### Sméagol et la naissance de Gollum

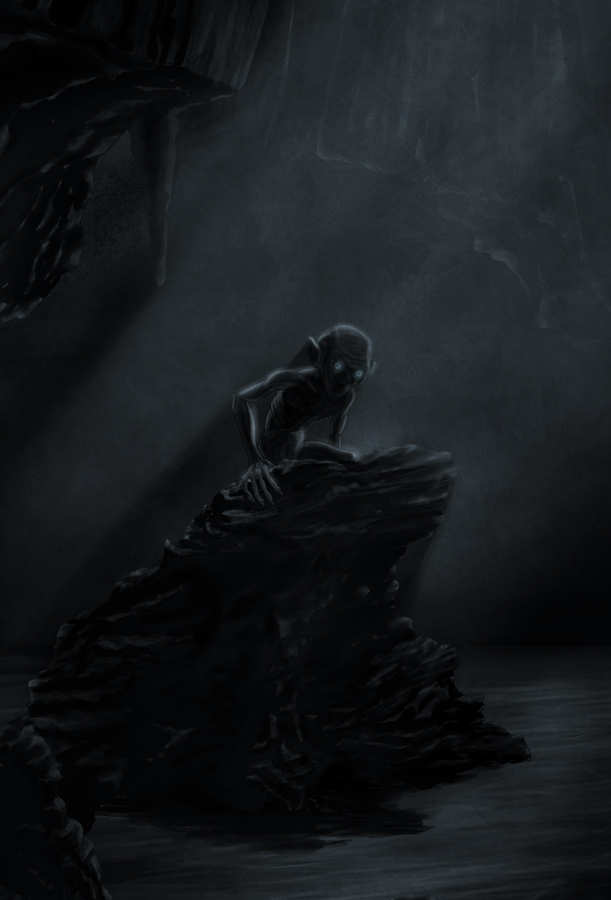
Gollum
(fan art de Argent-Sky).

Les informations que l'on connaît de Gollum avant son apparition dans Le Hobbit proviennent des déductions que Gandalf apprend à Frodon dans le second chapitre du Seigneur des anneaux.
Sméagol naît aux environs de l'année 2440 T. A. Il fait partie d'une famille matriarcale qui s'apparente aux ancêtres de la branche hobbite des Fortauds vivant sur les bords de l'Anduin. En 2463 T. A., alors qu'il pêche sur l'Anduin en compagnie de son ami Déagol à l'occasion de son anniversaire, celui-ci est tiré au fond de l'eau par un poisson. Dans le lit de la rivière, Déagol trouve un anneau d'or qui se trouve être l'Unique, perdu des centaines d'années plus tôt par Isildur, aux Champs de Flambes. Fasciné par l'anneau, Sméagol tente d'obliger Déagol à le lui céder en guise de cadeau d'anniversaire. Devant le refus de son cousin, Sméagol l'étrangle et s'approprie l'objet. Il cache le corps de son ami et dissimule le meurtre à sa famille.
Sméagol découvre bientôt que l'anneau peut le rendre invisible aux yeux des autres hobbits, dès lors qu'il le porte au doigt. Il commence alors à voler et à terroriser, ce qui a pour résultat de le rendre indésirable au sein même de sa famille. Il se met à se parler à lui-même ou à son « trésor » puis à produire des sons de gorge qui lui valent d'être surnommé Gollum. Finalement sa grand-mère, la matriarche, finit par le bannir du trou familial.
Il se dirige alors vers les Montagnes de Brume dans lesquels il pénètre via les tunnels de gobelins. Il finit par s'établir sur un îlot au milieu d'une caverne inondée. Là, l'Anneau le pervertit tout en le maintenant en vie de longs siècles, de 2470 à 2941 du Troisième Âge. Son apparence physique change, il devient une « petite créature visqueuse », aux « deux grands yeux ronds qui luisaient dans son visage émacié. ». Il vit dans le noir, se nourrissant de poissons et de gobelins imprudents, tout en chérissant son unique possession, l'Anneau qu'il nomme son « précieux » ou son « trésor ». Il oublie son prénom et ne garde que son surnom, Gollum.

### Gollum dansLe Hobbit
À l'époque du récit du Hobbit, en 2941 T. A., Sauron étend son ombre à la Forêt noire. L'Anneau, sentant son maître, tente de le rejoindre. Il glisse du doigt de Gollum et se laisse ramasser par Bilbo, un hobbit perdu dans les tunnels. Bilbo rencontre Gollum sur les berges de son lac. Ce dernier, affamé, propose un jeu d'énigmes à Bilbo. Si Bilbo échoue, Gollum pourra le manger mais si lui-même échoue, il devra montrer le chemin de sortie des Montagnes de Brume au hobbit. Finalement, Bilbo remporte le jeu en posant la question « Qu'ai-je dans ma poche ? », question à laquelle Gollum échoue à répondre. Cependant, Gollum n'ayant pas l'intention de tenir sa promesse, il demande alors à aller récupérer son « trésor » sur son île. Il s'aperçoit alors que l'Anneau a disparu de sa cachette et comprend que c'est l'objet que détient Bilbo dans sa poche. Il retraverse dans l'intention de tuer Bilbo mais passe devant lui sans le voir, Bilbo ayant passé l'Anneau à son doigt. Il remonte alors vers la porte est de la caverne des Gobelins, persuadé que Bilbo se dirige dans cette direction sans se douter que celui-ci le suit, invisible. Gollum montre ainsi, à son insu, la sortie des cavernes à Bilbo. Toujours invisible grâce à l'Anneau, le hobbit envisage de tuer Gollum mais s'en abstient, pris de pitié.

### DansLe Seigneur des anneaux
La suite des événements jusqu'à sa réapparition provient du récit qu'en fait Gandalf à Frodon au début de La Fraternité de l'anneau et lors du Conseil d'Elrond.
Décidé à récupérer son « trésor », Gollum sort des Montagnes de Brume et se dirige vers l'est sur les traces de Bilbon. Arrivé à Esgaroth sur Long Lac, il apprend que Bilbon est un hobbit venant de la Comté en Eriador. Il rebrousse chemin vers l'ouest, jusqu'à l'Anduin puis il se dirige vers le sud et entre en Mordor et est capturé par Sauron qui lui soutire des informations sur Bilbon avant de le relâcher. Pendant son séjour en Mordor, Gollum rencontre Araigne, qui garde l'entrée du tunnel de Cirith Ungol. Ressorti du Mordor, il est capturé par Aragorn qui le poursuit sur l'ordre de Gandalf. Il est amené dans le royaume sylvain de Thranduil où il est emprisonné et interrogé par Gandalf. Ce dernier ayant suffisamment d'informations, il laisse Gollum à la garde des Elfes sylvains. La créature réussit néanmoins à s'échapper à la faveur d'une sortie dans la forêt pendant laquelle ses gardes subissent une attaque d'Orques. Il se dirige vers l'ouest et s'introduit dans les cavernes de Moria, où il reste enfermé jusqu'à ce qu'il croise La Fraternité de l'Anneau et se mette à la suivre. Frodon entend d'ailleurs son piétinement et voit ses yeux pâles lors de son séjour dans les mines. Plus tard, Frodon et Aragorn le repèrent lors de la descente de l'Anduin mais sans réussir à le capturer. Il continue de suivre Frodon et Sam dans l'Emyn Muil après l'éclatement de la Fraternité.

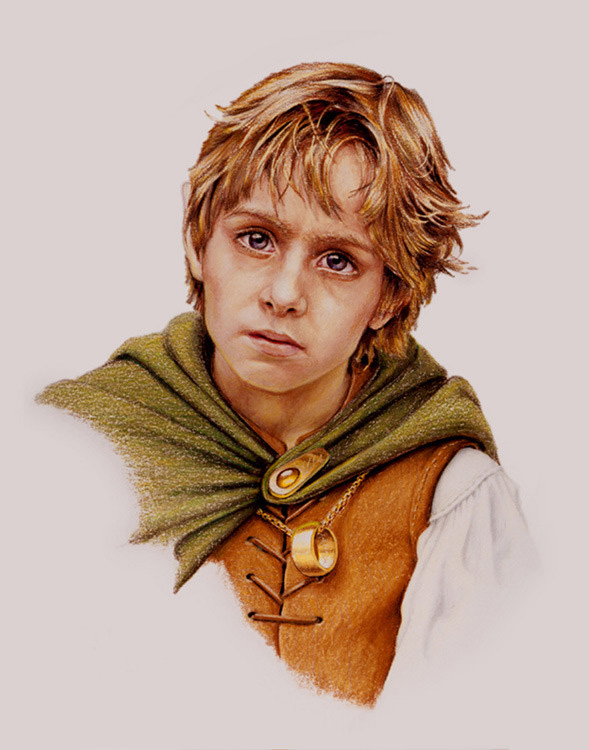
Frodon, illustration de Mark Ferrari.

Dans Les Deux Tours, Gollum tente d'étrangler Sam par surprise avant d'être capturé par ce dernier et Frodon dans l'Emyn Muil. Frodon et Sam se servent d'une corde obtenue en Lothlórien comme d'une laisse attachée à la cheville de la créature. Cependant, Gollum ne supporte pas le contact avec la corde en raison de l'origine elfique du matériau. Frodon est alors pris de pitié et accepte de le laisser libre en échange de son aide pour arriver en Mordor. Gollum jure sur le « précieux » de mener les deux hobbits à destination. À partir de cet instant, la personnalité de Sméagol rejaillit à travers celle de Gollum ; il devient plus amical et se parle moins à lui-même. Cependant, Sam reste toujours méfiant à son égard, supposant que la personnalité de Gollum et celle de Sméagol « avaient conclu une trêve » entre elles. Il les nomme respectivement « le Fouineur » pour Sméagol et « le Chlingueur » pour Gollum.

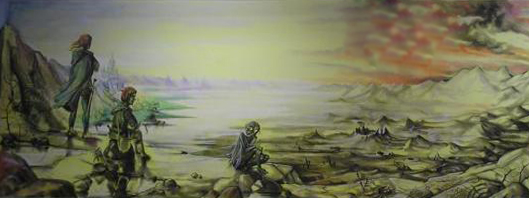
Frodo, Sam et Gollum dans l'Emyn Muil.

Gollum guide les deux hobbits à travers les Marais Morts jusqu'au Morannon, la Porte Noire du Mordor, qu'ils trouvent fermée. Gollum décide alors de les mener à travers l'Ithilien jusqu'au passage de Torech Ungol, en ayant dans l'idée qu'Araigne, qui garde le tunnel, mange les deux hobbits et qu'il puisse ainsi récupérer son trésor. Alors qu'ils traversent l'Ithilien, Frodon et Sam sont capturés par Faramir, le frère de Boromir, héritier de l'intendance du Gondor. Celui-ci les mène dans son repaire d'Henneth Annûn dissimulé par une chute d'eau. Alors que Gollum suit Faramir et ses hommes jusqu'à Henneth Annûn, l'un des gardes l'aperçoit, mais le prend pour un écureuil noir. Gollum s'introduit près de la chute d'eau afin de manger du poisson, et là, se fait capturer. Frodon intercède pour sa survie auprès de Faramir qui est prêt à tuer la créature. Gollum est relâché grâce à l'intervention de Frodon mais, apprenant que c'est à cause du hobbit qu'il a été attrapé, la personnalité de Gollum reprend le dessus sur celle de Sméagol. Après que Faramir a fourni de la nourriture et du matériel à Frodon et Sam, le trio repart vers le Mordor. Gollum guide les hobbits sur le chemin de Cirith Ungol et au travers du tunnel d'Araigne où Frodon est empoisonné puis capturé par les Orques du Mordor. Gollum échoue à récupérer l'anneau de cette manière, grâce à l'intervention de Sam qui blesse Araigne et récupère l'anneau.
À partir de là, et jusqu'à réapparition dans les derniers chapitres du Retour du roi, il semble que Gollum ait passé son temps à suivre discrètement les deux hobbits dans la traversée du désert du Mordor. On le retrouve lorsqu'il s'attaque à eux, aux pieds de l'Orodruin mais sans réussir à s'emparer de l'anneau. Maintenu à distance par Sam, épée à la main, il parvient néanmoins à s'introduire dans les Sammath Naur, la grotte où l'Anneau unique a été forgé par Sauron. Là, alors que Frodon succombe au pouvoir de l'unique et passe l'anneau à son doigt, devenant ainsi invisible, Gollum lui saute dessus. Il lui arrache le doigt portant l'anneau, et alors qu'il le tient entre ses mains, il chute dans la fournaise de l'Orodruin, détruisant par la même occasion l'Anneau unique tel que Gandalf l'avait prédit dans La Communauté de l'Anneau : « son sort est lié à celui de l’Anneau. Mon cœur me dit qu’il lui reste encore un rôle à jouer, pour le meilleur ou pour le pire, avant la fin. ».

## Création et évolution
Selon Douglas A. Anderson, un prototype de Gollum apparaît dans le poème Glip, probablement rédigé vers 1928. Tolkien y décrit une créature famélique avec « deux yeux ronds » qui brillent dans la nuit ; elle vit dans une caverne et chante une chanson à base de gargouillements.
Dans la première édition du Hobbit, Gollum n'a qu'un rôle ponctuel. Il est présenté comme une créature relativement sympathique et honorable : il admet sa défaite au jeu des énigmes et, lorsqu'il découvre que son anneau a disparu, il s'excuse auprès de Bilbon et lui offre de le conduire à la sortie des cavernes à la place. John D. Rateliff souligne que le personnage se révèle alors étonnamment plus honorable que Bilbon : celui-ci sait qu'il possède l'anneau de Gollum, mais réclame néanmoins une autre récompense. Dans cette version, Gollum n'est pas encore assimilé à un hobbit, le narrateur lui-même dit qu'il ne sait pas « qui ou ce qu'il était », il est juste Le Gollum ou le vieux Gollum.
En 1937, à la demande de son éditeur qui désire une suite au Hobbit, Tolkien commence la rédaction de ce qui deviendra Le Seigneur des anneaux. Dans la première version du chapitre « L'Ombre du passé », l'histoire personnelle de Gollum, contée par Gandalf, en est déjà quasiment à son état final. La seule différence est que le nom originel de Gollum est Dígol (plus tard Déagol, nom transféré à l'ami de Gollum) plutôt que Sméagol et qu'il trouve lui-même l'anneau dans le fleuve.
Au cours de la rédaction, Tolkien n'hésite pas à suggérer des idées de rôles pour Gollum. Ainsi, dans un brouillon datant de 1939, Tolkien propose que Gollum puisse avoir trouvé un second anneau en Mordor, idée qui ne sera finalement pas exploitée. Dans ce même brouillon, le final du Seigneur des anneaux est déjà présent sous forme d'une note :
« À ce moment, Gollum — qui semble avoir changé et les a guidés par des chemins secrets à travers le Mordor — revient et essaye traîtreusement de reprendre l'Anneau. Ils se battent et Gollum s'empare de l'Anneau et tombe dans la Crevasse. ».
En 1947, toujours en pleine rédaction du Seigneur des anneaux, Tolkien envoie diverses modifications à apporter au Hobbit à son éditeur, Allen & Unwin. Dans la version originelle de 1937, Gollum est prêt à donner son anneau en cadeau à Bilbon mais cette version n'est pas cohérente avec le Seigneur des anneaux où l'anneau a beaucoup trop d'importance, notamment aux yeux de Gollum. Tolkien envisage donc le changement de l'histoire de la rencontre de Gollum et de la découverte de l'anneau par Bilbon. Il joint cette version réécrite du chapitre 5 « Énigmes dans le noir », à simple titre d'exemple des changements requis pour harmoniser le roman avec les nouveautés introduites dans Le Seigneur des anneaux. À la grande surprise de Tolkien, cette nouvelle version est intégrée dans une nouvelle édition du Hobbit, qui paraît en 1951. Mis devant le fait accompli, Tolkien trouve tout de même le moyen de ne pas briser sa fiction historique : la nouvelle édition inclut une note sur le texte dans laquelle il explique que la version de 1937 était un mensonge raconté aux Nains par Bilbon, alors que la nouvelle version de 1951 reprend le véritable déroulement des faits, que Gandalf finit par faire avouer à Bilbon et que celui-ci couche dans son journal.

## Inspirations

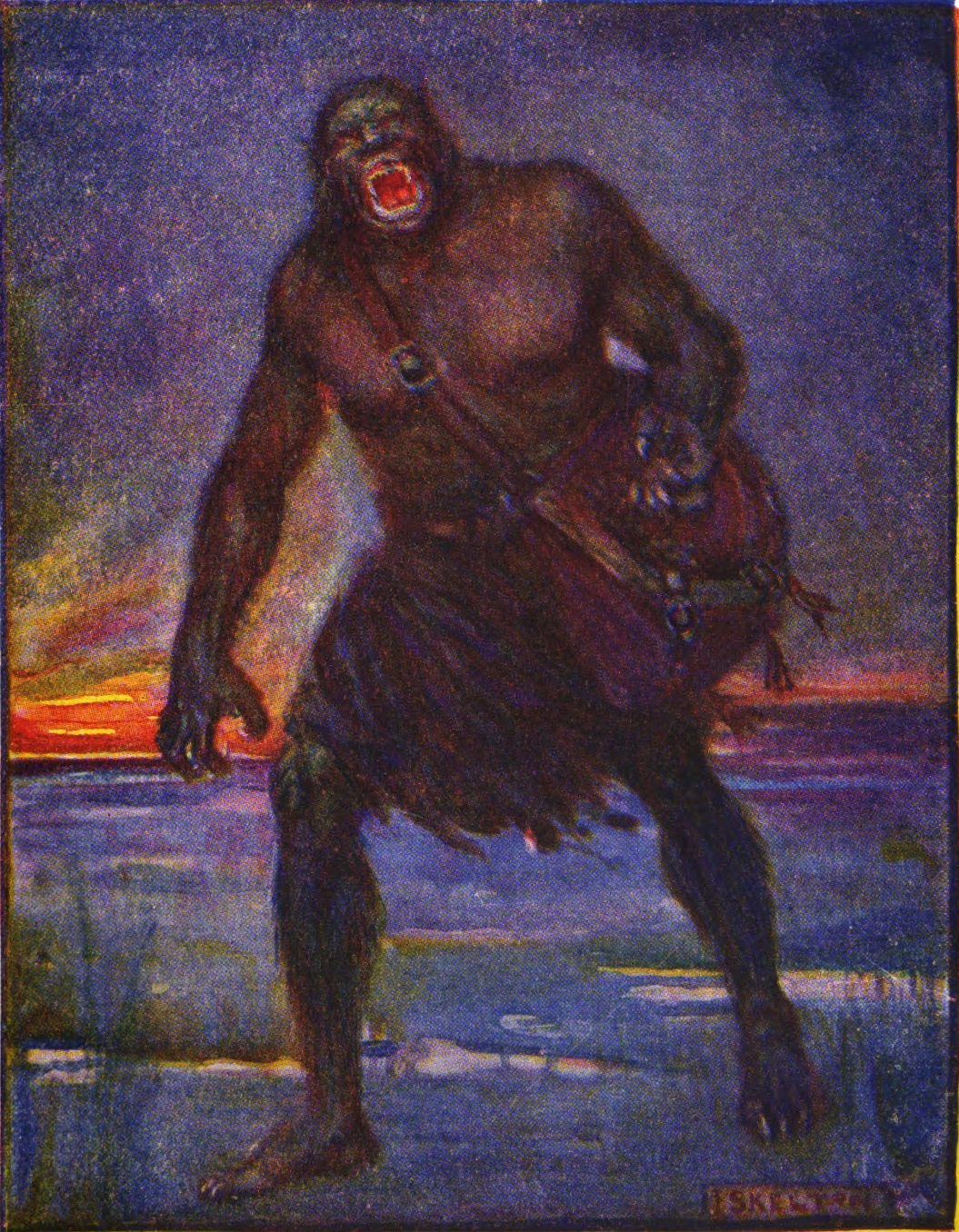
Une représentation de Grendel par Henrietta Elizabeth Marshall dans l'ouvrage Stories of Beowulf publié en 1908.

Gollum est souvent comparé à Grendel, un monstre qui apparaît dans le texte médiéval Beowulf dont Tolkien était un fervent défenseur. Outre leurs similitudes physiques, « ils partagent tous deux un mode de vie proche […] nocturne, souterraine et aquatique ». Vincent Ferré précise néanmoins qu'il n'en est qu'« un double grotesque ».
Gollum est également rapproché de Caïn personnage biblique, également ancêtre de Grendel. Tous deux tuent un parent proche, Abel ou Déagol, et sont ensuite rejetés par leur famille : « [Gollum] a commis le péché de Caïn en acquérant l'anneau et en tuant son cousin dans son désir envieux de l'avoir ». Une autre inspiration biblique est avancée dans la comparaison entre Gollum et le Golem tiré du Livre des Psaumes : « Je n’étais qu’un golem et tes yeux m’ont vu » (139, 16). Tolkien pourrait s'en être inspiré soit directement soit par le biais du roman fantastique de Gustav Meyrink, Le Golem paru en 1915. Outre la proximité des deux noms, ce sont deux créatures imparfaites, d'aspect humanoïde mais d'espèces inconnues, et qui possèdent le pouvoir d'invisibilité.

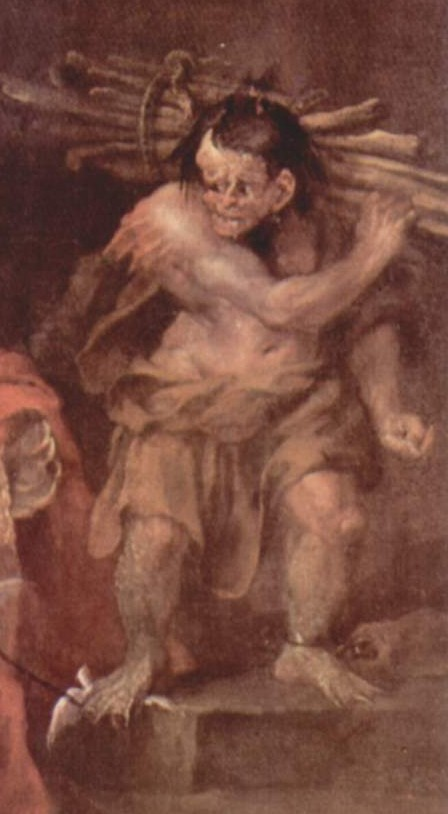
Caliban de William Shakespeare, peint par William Hogarth.

Dans l'une de ses lettres adressées à son fils Christopher, Tolkien compare la relation entre Sam et Gollum à celle qui lie Ariel à Caliban, deux personnages de la pièce de théâtre La Tempête de William Shakespeare. Lisa Hopkins propose même un parallèle entre la relation Frodon-Gollum et celle qui lie Prospero à Caliban.

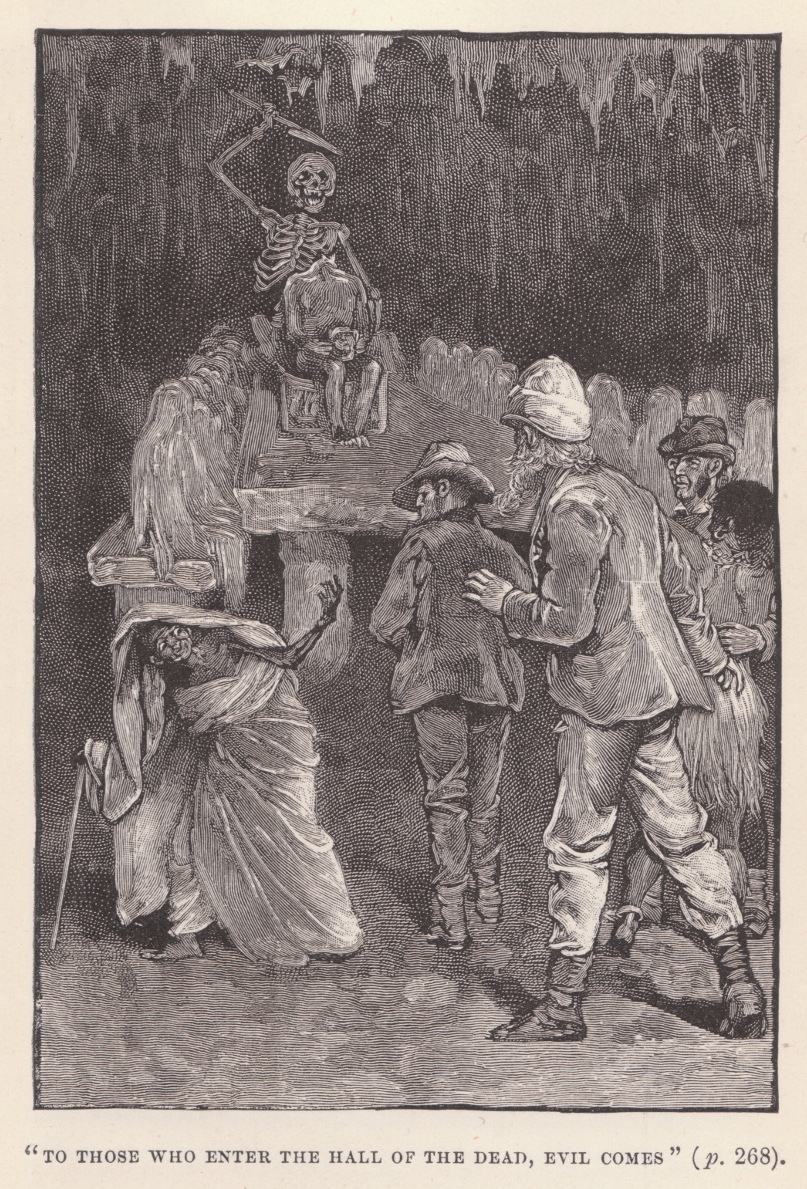
Gagool dans Les Mines du roi Salomon de H. R. Haggard, illustration de Walter Paget.

Dans la littérature de la fin du XIXe – début du XXe siècle, Gollum est comparé au personnage de Gagool, sorte de sorcière à l'aspect simiesque qui apparaît dans le roman de H. R. Haggard Les Mines du roi Salomon, paru en 1885 et lu par Tolkien dans sa jeunesse. Les caractéristiques physiques de Gagool ainsi que sa manière de parler et son attitude égocentrique sont particulièrement mises en avant dans cette comparaison.
Tom Shippey approche, quant à lui, Gollum de Gypsy Ben, un personnage du roman Midwinter: Certain Travellers in Old England de John Buchan paru en 1923. À l'instar de Gollum, Gypsy Ben convoite un anneau et comme lui, il le personnifie, l'appelant sa « chère chérie ». Il finit par se tuer en tombant lui aussi dans une crevasse.
Selon Dave Nelson, Tolkien semble avoir été grandement influencé par le roman d'H. G. Wells, La Machine à explorer le temps paru en 1895, et notamment par les personnages des Morlocks, ces humains dégénérés d'allure monstrueuse, pour la description de Gollum. Les Morlocks ont la peau blanc terne, des yeux qui réfléchissent la lumière. Comme Gollum, on les compare à des araignées humaines, ils craignent la lumière et mangent les Elois, comme Gollum dévore les orques.
Dans l'œuvre même de Tolkien, Gollum est comparé au personnage de Gríma Langue-de-Serpent du Seigneur des anneaux. En effet, comme Gríma, qui trahit finalement Saruman son maître, Gollum trahit Frodon en le livrant à Araigne.
La dualité de Gollum et Sméagol est facilement associable au concept philosophique du manichéisme, c'est-à-dire l'idée que l'opposition claire entre le bien et le mal est complètement naturelle. Par contre, alors que cette opposition est généralement représentée par deux personnes distinctes dans la plupart des œuvres de fiction, l'opposition Gollum/Sméagol se trouve dans un même personnage, ou du moins, dans un même corps.

## Réception critique
Le discours de Gollum fait souvent l'objet d'études critiques. Thomas Honegger note que son style de discours est à mi-chemin entre celui d'un serpent et la naïveté d'un enfant. Cette remarque est partagée par Jane Chance, qui note que Gollum utilise un langage enfantin, tandis que son alter ego Sméagol utilise un discours plus construit. Cette tendance montre, selon Chance, un désir de retour à l'humanité et à la civilisation et une volonté d'ascension sociale, sous l'impulsion de Frodon. Vincent Ferré et Daniel Lauzon remarquent que la première traduction française du Seigneur des anneaux diminue les particularités du discours de Gollum. Ainsi la phrase suivante « "What had it got in its pocketses?" he said. "[…] Little cheat…" » est traduite par Francis Ledoux comme suit « « Qu'avait-il dans ses poches ? » disait-il. « […] Petite tricherie … ». Vincent Ferré remarque ainsi que la traduction aurait été bien mieux rendue par « « Qu'est-ce que ça avait dans ses pochess ? » disait-il. …[…] Petit tricheur… ». La traduction israélienne présente le même genre de problème avec un discours « au moins aussi littéral que celui de Gandalf », un type de discours que « même un avocat israélien rêverait de tenir » mais qui ne sied pas à Gollum.
Dans son ouvrage Splintered Light: Logos and Language in Tolkien's World, Verlyn Flieger évoque l'ombre que porte Frodon. Selon elle, cette ombre est personnifiée par le personnage de Gollum, lequel incarne parfaitement les ténèbres de l'anneau, personnification d'autant plus forte que Gollum fait le choix de se tourner vers l'ombre. Robert Ghel appuie ce propos ajoutant que Gollum est « le résultat de l'union symbolique entre le hobbit Sméagol et Sauron (via l'Anneau) ». Selon Sara Bahadori, Gollum est l'archétype du schizo-paranoïde, avec ses deux personnalités que sont Sméagol et Gollum. Ce jugement est confirmé par une étude démontrant que Gollum n'est ni schizophrène, ni ne présente de trouble de la personnalité. Bahadori précise d'ailleurs qu'il n'utilise que la forme pronominale « Nous », représentant le couple Gollum-Sméagol, « comme si l’accession à une identité assumée ne pouvait se faire pour Sméagol seul ou pour Gollum seul ». Selon elle, la relation qu'a Gollum à l'anneau est partagée : « Gollum possède l’anneau tout autant qu’il est possédé par ce dernier […], Gollum et l’anneau sont l’un pour l’autre à la fois sujet et objet ».
« L’anneau fait partie de l’identité du Gollum, sa présence lui procure bien-être et joie », Tom Shippey allant jusqu'à lui adjoindre le terme d’addict de l'anneau. Pour Ralph Wood, « Gollum est devenu […] incapable d'entrer en relation avec aucune autre créature humaine ou hobbite ».

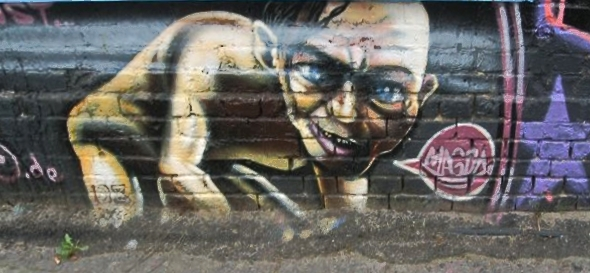
Un graffiti représentant Gollum sur l'East Side Gallery du mur de Berlin.

Wood admet néanmoins que le pouvoir maléfique de l'anneau et ses conséquences sont contrebalancées par l'action de Frodon qui s'attache au meilleur de Gollum plutôt qu'à ses travers, ce qui provoque un retour de la sympathie chez Gollum. Selon lui, Frodon suit un précepte émis par saint Augustin dans ses Confessions (en parlant de l'amour de Dieu pour lui-même) : « En m'aimant, tu m'as fait aimant ».
Pour Flieger, Gollum est l'un des personnages de la fiction du XXe siècle des plus mémorables.

## Adaptations
Gollum a été adapté de nombreuses fois dans divers médias.

### Adaptations radiophoniques et musicales
Dès 1952, il est interprété par Tolkien lui-même dans un enregistrement effectué chez l'un de ses amis, Georges Sayer. Cet enregistrement est commercialisé en 1975 sous le titre J.R.R Tolkien Reads and Sings His "The Hobbit" and "The Fellowship of the Ring". Selon Douglas A. Anderson, la voix « aiguë et sifflante » qu'il donne à Gollum rend sa performance « très réussie ». Tolkien est d'ailleurs assez fier de son interprétation : « je fais [un bon] Gollum ».
Dans l'adaptation radiophonique du Seigneur des anneaux de 1955, Gollum est interprété par Gerik Schjelderup, tandis que dans la version de 1979, Gail Chugg prête sa voix au personnage. Dans l'adaptation radiophonique The Hobbit, il est doublé par Wolfe Morris. Le narrateur l'appelle « Galloom », et son rôle correspond à celui de la deuxième édition du Hobbit.
Entre 1984 et 1987, le compositeur néerlandais Johan de Meij créé sa première symphonie, The Lord of the Rings, composée de 5 mouvements dont le troisième est intitulé Gollum (Sméagol). La créature est représentée par un saxophone soprano.
Sur la bande-son du second opus de la trilogie cinématographique de Peter Jackson, sortie en décembre 2002, on trouve la chanson Gollum's Song, qui clôt le film. Interprétée par la chanteuse islandaise Emilíana Torrini, la chanson a été principalement composée par Howard Shore et Fran Walsh. Emilíana Torrini fut récompensée d'un Phoenix Film Critics Society Award pour son interprétation.
En 2005, dans leur troisième album, le groupe de metal finlandais Battlelore, dont toute la musique s'inspire du monde de Tolkien, enregistre une chanson intitulée Gollum's cry.

### Adaptations cinématographiques et théâtrales
Vers la fin des années 1960, les Beatles envisagent d'adapter Le Seigneur des anneaux à l'écran. Dans leur projet, c'est John Lennon qui devait tenir le rôle de Gollum, mais l'adaptation ne vit jamais le jour, faute d'avoir pu acquérir les droits.
Dans le téléfilm d'animation musical The Hobbit, réalisé par Jules Bass et Arthur Rankin Jr., Gollum est doublé par le comédien Brother Theodore. Ce dernier reprend le rôle dans The Return of the King en 1980.
En 1981, dans la seconde adaptation radiophonique du Seigneur des anneaux enregistrée pour la BBC, l'acteur Peter Woodthorpe prête sa voix à Gollum. Il reprend ainsi le rôle qu'il interprétait quelques années auparavant dans le film d'animation de Ralph Bakshi, sorti en 1978. Pour la version française, le doublage de Gollum est tenu par l'acteur Gérard Hernandez.

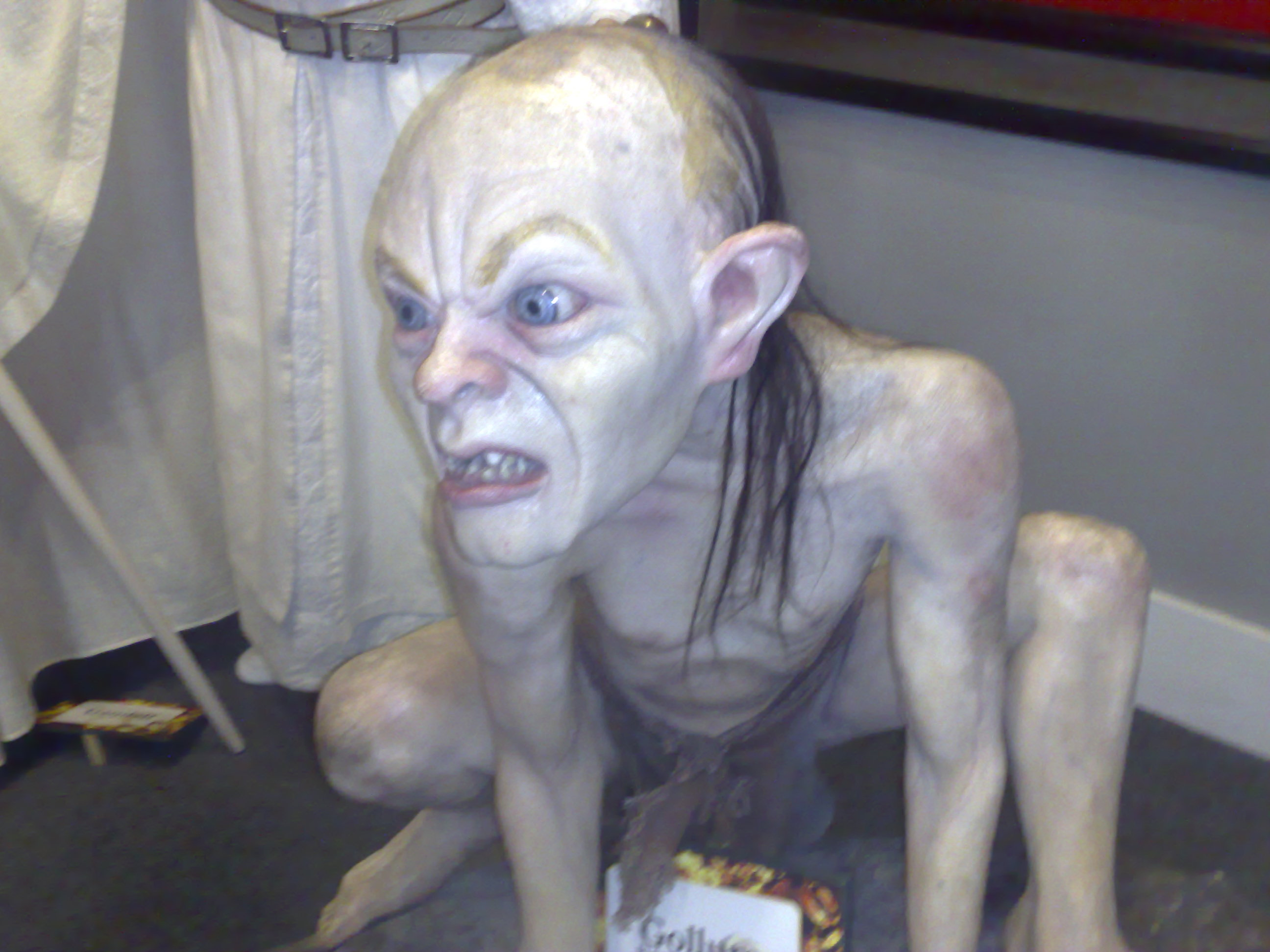
Gollum tel qu'il apparaît dans les films de Peter Jackson
(sculpture exposée au musée de cire de Mexico).

Dans les films de Peter Jackson, Gollum est modélisé en images de synthèse par la méthode de capture de mouvement sur l'acteur Andy Serkis. Celui-ci prête également sa voix à Gollum, en lui intimant des sons proches de ceux que font les chats lorsqu'ils recrachent des boules de poils. Le personnage n'apparaît vraiment qu'à partir du second volet, dans le premier il n'est que suggéré, lorsque la Communauté de l'anneau traverse les mines de la Moria.
L'apparence de Gollum, dans les films, est basée sur des esquisses et dessins réalisés par les artistes Alan Lee, John Howe, Daniel Falconer, Warren Mahy et Ben Wootten. Les concepteurs de Weta Digital, Jason Schleifer et Bay Raitt, ont ensuite créé une marionnette numérique grâce à la capture de mouvement enregistrée à partir d'Andy Serkis, qu'ils ont ensuite remplacé, dans le film, par son double numérique.

« Gollum est, presque littéralement, un archétype de l'ombre, la partie de nous-même que nous craignons et refoulons le plus ; une créature qui est sortie des profondeurs de notre psyché et qui suit notre trace, nous rappelant en permanence ce que nous pouvons devenir. Le défi que constituait la représentation d'une telle complexité dans un personnage animé, généré par ordinateur, a été relevé avec enthousiasme par Andy Serkis et tous ceux qui se sont impliqués dans cette création. »

— Alan Lee, The Lord of the Rings Sketchbook.

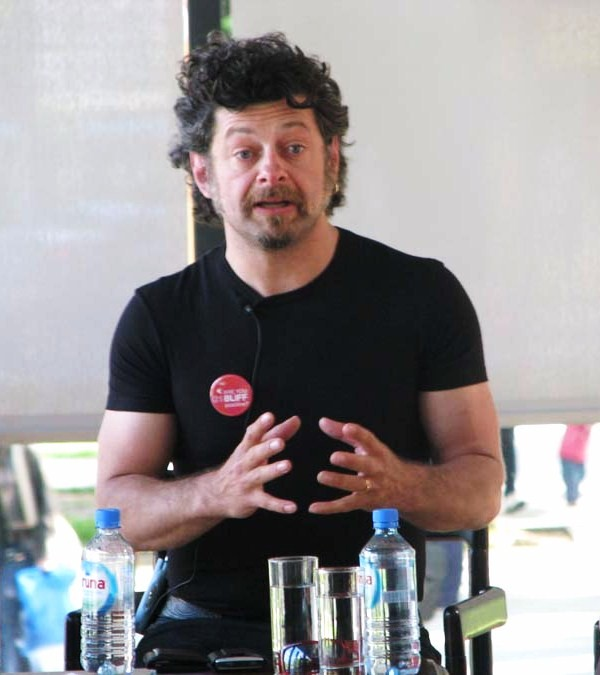
Andy Serkis, l'interprète de Gollum dans les films de Peter Jackson.

Serkis apparaît également en images réelles dans une scène au début du Retour du roi : il y interprète Sméagol avant sa transformation en Gollum. Cette scène est initialement prévue pour Les Deux Tours, mais a été retardée car les scénaristes pressentirent que le public accueillerait mieux le Sméagol d'origine une fois qu'il serait plus familier avec celui qu'il devient par la suite. La décision d'inclure cette scène signifie que Bay Raitt et Jamie Beswarick ont dû repenser le visage de Gollum pour les deuxième et troisième films de sorte qu'il ressemble davantage à Serkis. Les brefs aperçus dans La Communauté de l'Anneau sont d'un modèle numérique antérieur de Gollum.
Le dédoublement de la personnalité de Gollum est souligné dans les films de Peter Jackson : les scénaristes Fran Walsh et Philippa Boyens ont inclus des scènes dans Les Deux Tours et Le Retour du Roi dans lesquelles les personnalités Gollum et Sméagol dialoguent entre elles, obligeant Serkis à modifier légèrement sa voix et son langage corporel afin de jouer les deux comme des entités distinctes.
Serkis et Gollum sont apparus dans un film court, lors des MTV Awards 2003, où Gollum est récompensé par l'award de la meilleure performance virtuelle. Ce clip est un easter egg du DVD des Deux Tours. Wizard Magazine nomme Gollum à la 62e place des plus grands méchants de tous les temps. En outre, Serkis est nommé 13e meilleur personnage de film de tous les temps par le magazine Empire.
En France, c'est Sylvain Caruso, connu pour sa voix de Donald Duck, qui double Andy Serkis. Dans ses travaux préparatoires pour les films de Peter Jackson, John Howe a dessiné Gollum comme un mélange entre « un junkie sans-abri et un survivant d'un camp de concentration ».
Le personnage de Gollum fait également l'objet d'un film tourné par des fans, The Hunt for Gollum (2009), qui retrace la période durant laquelle Aragorn et Gandalf cherchent à le capturer. Gollum n'est jamais montré directement, seulement suggéré, à la manière hitchcokienne. L'acteur Gareth Brough lui prête sa voix.
Au Canada, Gollum a été interprété par Michael Therriault dans une mise en scène de trois heures du Seigneur des Anneaux, qui a commencé en 2006 à Toronto.

### Illustrations
Dans les illustrations du Hobbit parues avant 1966, Gollum est souvent représenté comme une créature très grande et d'aspect variable. Ainsi, dans l'édition suédoise de 1947, Gollum fait pratiquement quatre fois la taille de Bilbon, tandis que dans l'édition allemande de 1957, Bilbon ne lui arrive qu'à la taille. Dans l'édition portugaise de 1962, c'est un personnage barbu deux fois plus grand que Bilbon, et dans l'édition japonaise de 1965, il ressemble à un grand reptile de trois fois la taille du hobbit. Ainsi que Tolkien le fait remarquer dans une lettre de 1962, la plupart des illustrateurs font de Gollum un monstre, « au mépris du texte ». En 1966, il retouche son texte, faisant de Gollum « une petite créature visqueuse ».
Ted Nasmith a représenté Gollum assis dans un coracle face à Bilbon, dans le tableau à la gouache The Riddle Game. Selon Nasmith, l'environnement devait justifier les habitudes alimentaires de Gollum décrites par Tolkien, ce qu'il fit en « mettant l'accent sur les résultats de son isolement […] avec des arêtes, de la pourriture et de la dégradation manifeste. »
Gollum apparaît dans l'adaptation en bande dessinée, en trois tomes, The Hobbit, écrite par Chuck Dixon et Sean Deming et illustrée par David Wenzel. Cette bande dessinée est d'abord publiée par Eclipse Comics en 1989 et est disponible en français dans une traduction d'Anne Capuron depuis 2009 chez Delcourt.

### Jeux vidéo
Dans Le Seigneur des anneaux : La Communauté de l'anneau, jeu vidéo de Vivendi Universal Game, Gollum apparaît dans une cinématique lorsque la communauté de l'anneau se trouve dans la Moria, et est représenté à demi caché derrière les débris, grommelant. Il apparaît également dans le dernier niveau à Amon Hen, lorsque le joueur incarne Aragorn, où il apparaît sur une falaise puis s'éloigne. Ensuite, le joueur se dirige vers une petite île et une cinématique montre une conversation entre Aragorn et Gollum, dans laquelle Gollum lui jette un poisson, poisson qui devient son arme pour la dernière mission, ainsi que l'arme la plus puissante du jeu. Il est incarné par Quinton Flynn. Dans le jeu vidéo Bilbon le hobbit de 2003, Gollum n'apparaît que dans une cinématique du niveau « Énigmes dans l'obscurité », Daran Norris lui prête sa voix.
Dans le jeu de stratégie temps réel de Sierra Entertainment, Le Seigneur des Anneaux : La Guerre de l'Anneau, basé sur le livre, Gollum est un héros jouable. Legolas et une troupe d'archers suivent sa trace à travers la Forêt Noire.
Il apparaît aussi dans les jeux d'Electronic Arts tirés des films de Peter Jackson. Dans le jeu de stratégie en temps réel Le Seigneur des Anneaux : La Bataille pour la Terre du Milieu, Gollum est un héros jouable du Mordor. Dans sa suite, Le Seigneur des Anneaux : La Bataille pour la Terre du Milieu II, il n'est plus jouable mais devient une cible du joueur. Lorsqu'il est tué, il laisse tomber l'anneau. Quand l'anneau est rapporté à la forteresse du joueur, celui-ci peut convoquer un héros spécial — Galadriel pour le bien ou Sauron pour le mal. Il apparaît également dans le jeu d'action basé sur Le Seigneur des anneaux : Le Retour du roi, en tant que compagnon de Frodon, mais à la Montagne du Destin, il devient le boss final que le joueur doit jeter dans la lave du volcan. Dans la version Game Boy, il est un personnage bonus jouable. Dans le jeu Lego Le Seigneur des anneaux, c'est un héros jouable armé d'un poisson.
Gollum est présent comme un anti-héros dans le jeu La Terre du Milieu : L'Ombre du Mordor ainsi que sa suite La Terre du Milieu : L'Ombre de la guerre. A noter que sa présence est anachronique car les évènements des jeux se déroulent en environ 2000 T.A. (la chute de Minas Ithil). Or Gollum est né vers 2440 T.A.
Il apparaît enfin comme protagoniste dans le jeu Le Seigneur des anneaux : Gollum sorti en mai 2023. Le joueur incarne Gollum dans une période située entre sa découverte de l'Anneau unique et les événements décrits dans Le Seigneur des anneaux,. Développé par le studio Daedalic Entertainment et co-édité par Daedalic Entertainment et l'éditeur Nacon, le jeu est un échec critique et commercial, qui concentre tant de notations négatives qu'il devient à travers l'industrie l'œuvre avec la pire note moyenne de l'année 2023.

## Héritage

### Littérature
Gollum semble avoir laissé sa trace dans la littérature. Bien que C. S. Lewis se défende d'avoir été inspiré par son meilleur ami, ou de l'avoir inspiré à son tour, il cite néanmoins Gollum pour le comparer à son personnage Puddleglum qui apparaît dans le roman Le Fauteuil d'argent, 4e volume de la série Le Monde de Narnia : « Je ne pense pas qu’un Touille-marais ressemble à un Hobbit. Le Hobbit est une joyeuse petite créature, satisfaite et optimiste. Si l’on devait comparer Puddleglum à l’un des personnages de Tolkien, je dirais de lui qu’il est « un bon Gollum ». ».
Plus récemment, selon Anne Larue, le personnage de Dobby, qui apparaît dans la série des Harry Potter de J. K. Rowling, serait influencé par Sméagol. Elle cite notamment trois caractéristiques de Gollum et Dobby, qui parlent d'eux-mêmes à la troisième personne, sont fourbes et pitoyables. Anne Larue n'hésite pas à comparer également la relation de parenté qui lie Harry Potter et son ennemi Voldemort avec celle qui lie Gollum et les hobbits.

### Faune et flore
Le personnage de Gollum a particulièrement inspiré les taxonomistes. Ainsi un certain nombre d'animaux et de plantes sont nommés d'après la créature. Chez les animaux, on recense (liste non exhaustive) :
- Gollum galaxias (Galaxias gollumoides), un poisson d'eau froide, découvert dans un marais de Nouvelle-Zélande et nommé ainsi d'après ses yeux globuleux rappelant ceux de Gollum[70],[71] ;
- Gollum attenuatus, ou Gollum Compagno, un requin-chat découvert en 1954 dans les eaux de Nouvelle-Zélande[71] ;
- Gollumjapyx smeagol, un hexapode de la classe des Diplura[71] ;
- Ingerophrynus gollum, un crapaud de Malaisie découvert en 2007, et nommé d'après le caractère amphibien de Gollum[71],[72] ;
- le genre Smeagol (ou famille des Smeagolidae) de gastéropode découvert en 1980 dans les eaux australiennes et néozélandaises, comptant cinq représentants, Smeagol hilaris, Smeagol manneringi, Smeagol climoi, Smeagol phillipensis, Smeagol parvulus et potentiellement un 6e représentant non nommé[71],[73] ;
- Smeagolia, une guêpe de la famille des Pteromalidae, décrite en 1973[71] ;
- Iandumoema smeagol, une araignée troglobitique découverte en 2015[74] ;
- Geogarypus gollumi, une espèce de pseudoscorpions découverte en 2023.

Du côté des végétaux, on trouveCrassula ovata Gollum, représentante de la famille des Crassulaceae, une plante succulente d'Afrique du Sud. Gollum fait également référence à une protéine et au gène impliqué dans sa synthèse, dans le phénotype d'Arabidopsis thaliana et Medicago truncatula. Le terme Gollum est ici l'acronyme de Growth in different Oxygen LeveLs inflUences Morphogenesis (litt. « la croissance dans des niveaux d'oxygène différents influence la morphogénèse »).

### Géographie
Au large de l'Irlande, dans l'océan Atlantique, il existe un chenal sous-marin, le Gollum channel (entre50° 10′ N, 13° 00′ Oet50° 26′ N, 12° 30′ O), qui permet d'écouler les alluvions et sédiments venant de la côte irlandaise et de la mer d'Irlande vers la marge irlandaise. Ce chenal se trouve au milieu d'un certain nombre de reliefs sous-marins nommés selon les œuvres de Tolkien, tels que les Aragorn channel, Théoden channel, et Faramir channel, ou encore les Edoras et Fangorn Bank ou les Rohan et Gondor Seamount.
Un autre relief sous-marin nommé d'après le personnage se trouve au large de la côte de la Louisiane, aux États-Unis : le Gollum's Lake, et le canyon qui l'alimente, le Gollum's Canyon (aux coordonnées 28° 31′ 22″ N, 93° 40′ 23″ O). Ce lac sous-marin se trouvant dans le golfe du Mexique, dans un relief nommé l'East Flower Garden Bank, est un bassin naturel où la saumure naturelle précipite depuis les courants marins supérieurs.

### Dans la culture populaire

#### Musique
Un morceau du groupe Led Zeppelin, Ramble On, enregistrée en 1969, parle de Gollum. Outre les références à Sauron et au Mordor, une strophe cite explicitement le personnage :
Mine's a tale that can't be told, my freedom I hold dear

How years ago in days of old, when magic filled the air

'Twas in the darkest depths of Mordor, I met a girl so fair

But Gollum and the Evil One crept up and slipped away with her

Her, her, yeah
— Led Zeppelin, Genius

#### Informatique
Il existe plusieurs applications reprenant le nom Gollum (liste non exhaustive) dont un système de wiki développé par GitHub.

#### Télévision
Dans l'épisode Une nouvelle Terre de la série britannique Doctor Who, Le Docteur et Rose croisent la route de Lady Cassandra. Celle-ci possède un serviteur, Chip, que Rose appelle Gollum, en référence à son physique.
L'épisode Le Fœtus siamo-maxillaire  de la série américaine South Park, met en scène l'infirmière Gollum, une femme possédant un fœtus collé à sa joue gauche, et avec un syndrome des jumeaux siamois. Son nom est directement inspiré du personnage de Tolkien. Dans l'épisode Le Retour de la communauté de l'anneau des deux tours qui parodie Le Seigneur des anneaux, le personnage de Butters est transformé en Gollum.
Dans l'épisode 17 : Le Fameux Anneau de la saison 3 de The Big Bang Theory, les principaux protagonistes trouvent par hasard un des anneaux ayant servi au tournage de la saga Le Seigneur des Anneaux par Peter Jackson. Lors d'un rêve Sheldon Cooper, personnage principal de la série, se l'approprie et sombre peu à peu dans la folie, de la même façon que Gollum, appelant l'anneau « mon précieux » et « mon trésor », et ira jusqu'à prendre brièvement son apparence.

#### Autres
En 2007, Bertrand Lesguillons crée la société de production Gollum Prod, qui propose des services de communications pour les professionnels de la télévision ou du cinéma, au travers de deux interfaces, Gollum Cinéma et Gollum Entreprise,. Le nom est explicitement tiré du personnage de Tolkien : « Il fallait bien rendre hommage […] à la créature née dans l’imaginaire de Tolkien. ».